# Погановский, Виктор Александрович
Виктор Александрович Погановский (род. 23 ноября 1949, Варваровка, Николаевская область, Украинская ССР, СССР) — советский и украинский спортсмен-конник и тренер. Чемпион Олимпийских игр 1980 года в командном конкуре.

## Биография
Родился 23 ноября 1949 года в Николаеве. В конно-спортивной школе занимался с 12-летнего возраста.
В 1965 году впервые принимал участие в чемпионате страны среди юношей, был включен в сборную команду страны.
В 1976 году закончил Николаевский государственный педагогический институт.
Выступал за «Колос» (Николаев). 20 раз становился чемпионом УССР, 15 раз — чемпионом СССР, неоднократно побеждал на международных соревнованиях.
Золотую олимпийскую медаль и звание олимпийского чемпиона Виктор Погановский завоевал на Московской Олимпиаде в командных соревнованиях по преодолению препятствий, выступая в составе сборной СССР. Перед Московскими Играми у Виктора Погановского заболел его конь Фазан, на котором выступал Виктор Александрович. Его тренер Александр Зозуля запросил в Олимпийском комитете другого коня. Из Ростова-на-Дону от Николая Королькова прислали коня по кличке Топкий.
С 1992 года — главный тренер Николаевской конно-спортивной школы. В качестве тренера подготовил чемпиона Украины Г. Мартыненко.

## Награды и звания
- Орден «За заслуги» III ступени;
- Орден «Знак Почета» (1980);
- Орден Трудового Красного Знамени (1986);
- Олимпийский чемпион (1980);
- Мастер спорта международного класса по конному спорту;
- Заслуженный мастер спорта СССР (1980);
- Заслуженный тренер Украины (1992).